# Oeverloofslak
De oeverloofslak (Pseudotrichia rubiginosa) is een slakkensoort uit de familie van de Hygromiidae. De wetenschappelijke naam van de soort werd in 1838 voor het eerst geldig gepubliceerd door Emil Adolf Rossmässler.

## Kenmerken

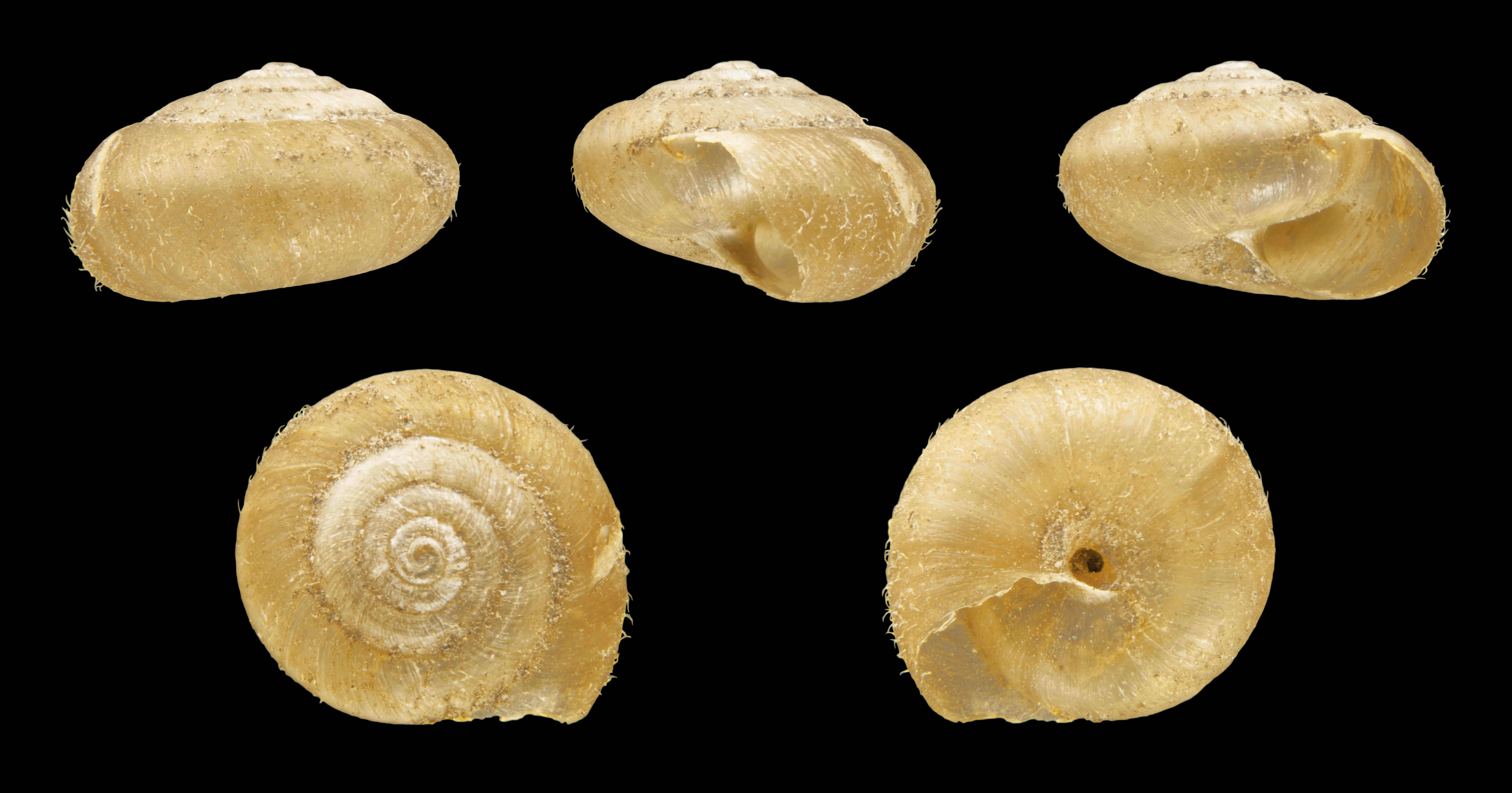

Het bolvormige slakkenhuisje is 4,5 tot 5 mm hoog en 6 tot 8 mm breed. Het heeft 4,5 tot 5 gebogen windingen gescheiden door een platte hechtdraad. De omtrek van de hechtdraad is licht convex. De mond is elliptisch afgeplat tot in dwarsdoorsnede ovaal. Er is geen lip aan de binnenkant van de mond. De mondrand loopt sterk taps toe en wordt steeds meer omgedraaid van de basis naar het spilgebied. De navel is smal en gedeeltelijk bedekt door de omgevouwen mondrand.
Het dunwandige en doorschijnende huisje is lichtbruin gekleurd. Het oppervlak vertoont fijne, onregelmatige groeilijnen en heeft een matte glans. Aan de oppervlakte bevinden zich fijne, korte, bijna rechte haren, die bij de volwassen exemplaren meestal zijn afgesleten of uitgevallen. Het zachte lichaam is zwartachtig aan de achterkant en lichter aan de zijkanten. De voet is lichtgrijs, de zool lichter.

### Vergelijkbare soorten
Sommige populaties van de gewone haarslak (Trochulus hispidus) hebben een zeer gelijkwaardige huisje die moeilijk te onderscheiden is. Deze soort heeft echter langere, gebogen haren en bij volwassenen wordt een zwakke lip gevormd aan de rand van de mond. Het geslacht Trochulus wordt ook gekenmerkt door de aanwezigheid van twee pijlzakken, elk met een liefdespijl.

## Geografische spreiding en leefgebied
De soort is zeer verspreid, het verspreidingsgebied strekt zich uit van Frankrijk (Dépt. Nord, Regio Nord-Pas-de-Calais), België, Nederland en Zuid-Engeland in het westen door Centraal-Europa en Oost-Europa tot Siberië en het Verre Oosten. De noordelijke verspreidingsgrens ligt in Zuid-Zweden (Gotland, Öland) en Zuid-Finland. In het zuiden ligt de verspreidingslimiet in Kirgizië, Oezbekistan en de Noord-Kaukasus, in Europa in Bulgarije en Noord-Italië. In het zuidwesten van Bulgarije komt hij voor tot ongeveer 900 meter boven zeeniveau.
De soort geeft de voorkeur aan extreem vochtige of natte biotopen zoals rivierweiden, vochtige bossen, moerassen, vochtige weiden en andere vochtige locaties langs waterrijke gebieden.